# Нікос Махлас
Ніколаос «Ні́кос» Махла́с (грец. Νίκος Μαχλάς; народився 16 червня 1973; Іракліон, Крит, Греція) — грецький футболіст. Махлас захищав кольори національної збірної Греції, у складі якої брав участь у чемпіонаті світу 1994 року. З 18 голами посідає 5 місце у списку найкращих бомбардирів збірної Греції. Виступав за команди ОФІ, «Вітесс», «Аякс», «Севілья», «Іракліс» та АПОЕЛ.

## Клубна кар'єра
Батько Нікоса, Йоргос Махлас, відомий грецький футболіст, виступав за команду ОФІ в період з 1972 по 1975 роки. Свою футбольну кар'єру Нікос розпочав у грецькому клубі ОФІ з острова Крит. В 1990 році Махлас потрапив до основного складу команди, проте свій дебютний матч зіграв лише у лютому 1991 року проти «Паніоніосу». За шість років проведених в ОФІ, Махлас зіграв 154 матчі, в яких відзначився 49 голами.
У 1996 році залишив грецький чемпіонат і перейшов до нідерландського клубу «Вітесс» з міста Арнем. У своєму першому сезоні за «Вітесс» в Ередивізі 1996–1997 Махлас забив лише 8 голів у 29 матчах, але його другий сезон був вдаліший — він забив 34 голи в 32 матчах, і за це отримав Золотий бутс у 1998 році. На грецького нападника звернув увагу амстердамський «Аякс», після того як Махлас провів успішні сезони за «Вітесс», забивши 60 м'ячів у 92 матчах.
«Аякс» заплатив за нападника 7,6 мільйонів доларів. За три сезони в «Аяксі» Махлас забив 38 голів у 74 матчах. Незважаючи на непогані результати Махласа, команда демонструвала невиразну гру, що позначилося на майбутньому Махласа. Тодішній головний тренер «Аяксу» Рональд Куман віддавав перевагу молодим нападникам Златану Ібрагімовичу та Мідо. Пізніше Махлас був переведений до другої команди «Аяксу», із якої у 2002 році був відданий в оренду до іспанської «Севільї». Але і в «Севільї» Махлас не показував яскравої гри, забивши лише 2 голи у 14 матчах. Після повернення до «Аяксу» у 2003 році у Махласа вже закінчився контракт з клубом, і він став вільним агентом.
У 2003 році Махлас підписав контракт з грецьким «Іраклісом» терміном в один рік. У 26 матчах «Іракліс» Махлас забив 10 м'ячів. По зікінченню контракту нападник вирішив повернутися до своєї колишньої команди ОФІ, впродовж двох сезонів Махлас був гравцем основного складу, але пізніше йому довелося залишити клуб через конфлікт з його президентом. У 2006 році Махлас перейшов до клубу з Кіпру АПОЕЛ. У складі АПОЕЛа Махлас забив 17 голів у 51 матчі.
17 травня 2008 року, після фінального матчу Кубка Кіпру, в якому футболісти АПОЕЛа перемогли «Анортосіс» з рахунком 2:0, Махлас оголосив про завершення своєї футбольної кар'єри.

## Кар'єра в збірній
Свій дебютний матч за збірну Греції Махлас зіграв у 1993 році. У листопаді того ж року збірна Греції здобула вирішальну перемогу в своїй кваліфікаційній групі і вперше отримала право участі у фінальній частині чемпіонатів світу. 21-річний Махлас був включений до складу команди, яка мала їхати на чемпіонат світу 1994, який проходив на полях США. У фінальній частині збірна Греції потрапила в групу D, в якій також виступали збірні Нігерії, Болгарії та Аргентини. Проте вже свою першу зістріч проти команди Аргентини грецька збірна програла з рахунком 0:4, а через три дні — поразка від Болгарії з таким самим ж рахунком 0:4. Останній матч мундіалю Греція програла Нігерії з рахунком 0:2. Грецька збірна залишила чемпіонат вже після групового раунду змагань, не забивши жодного голу і пропустивши 10, показавши один із найгірших виступів у фінальних частинах чемпіонатів світу. Махлас відіграв усі три матчі, в яких він виходив у стартовому складі.
Останній матч у складі збірної Махлас провів 13 лютого 2002 року у рамках товариської зустрічі проти збірної Швеції, вийшовши на заміну замість Ангелоса Харістеаса. Матч, який проходив у Салоніках, був зіграний у нічию 2:2.
Загалом за збірну Махлас зіграв 61 матч і відзначився 18 голами. Він посідає 5 місце у списку найкращих бомбардирів національної збірної Греції.

## Статистика

### Статистика виступів за клуби
| Сезон   | Клуб    | Країна     | Ліга         | Матчі | Голи |
| ------- | ------- | ---------- | ------------ | ----- | ---- |
| 1990—91 | ОФІ     | Греція     | Альфа Етнікі | 4     | 1    |
| 1991—92 | ОФІ     | Греція     | Альфа Етнікі | 27    | 4    |
| 1992—93 | ОФІ     | Греція     | Альфа Етнікі | 27    | 8    |
| 1993—94 | ОФІ     | Греція     | Альфа Етнікі | 31    | 9    |
| 1994—95 | ОФІ     | Греція     | Альфа Етнікі | 32    | 10   |
| 1995—96 | ОФІ     | Греція     | Альфа Етнікі | 33    | 17   |
| 1996—97 | Вітесс  | Нідерланди | Ередивізі    | 29    | 8    |
| 1997—98 | Вітесс  | Нідерланди | Ередивізі    | 32    | 34   |
| 1998—99 | Вітесс  | Нідерланди | Ередивізі    | 27    | 18   |
| 1999—00 | Аякс    | Нідерланди | Ередивізі    | 25    | 14   |
| 2000—01 | Аякс    | Нідерланди | Ередивізі    | 19    | 12   |
| 2001—02 | Аякс    | Нідерланди | Ередивізі    | 30    | 12   |
| 2002—03 | Аякс    | Нідерланди | Ередивізі    | 0     | 0    |
| 2002—03 | Севілья | Іспанія    | Прімера      | 14    | 2    |
| 2003—04 | Іракліс | Греція     | Альфа Етнікі | 25    | 10   |
| 2004—05 | ОФІ     | Греція     | Альфа Етнікі | 27    | 13   |
| 2005—06 | ОФІ     | Греція     | Альфа Етнікі | 25    | 8    |
| 2005—06 | АПОЕЛ   | Кіпр       | Дивізіон А   | —     | —    |
| 2006—07 | АПОЕЛ   | Кіпр       | Дивізіон А   | 10    | 5    |
| 2006—07 | АПОЕЛ   | Кіпр       | Дивізіон А   | —     | —    |
|         | Всього: | Всього:    | Всього:      | 462   | 196  |

## Нагороди та досягнення
Клубні
- «Аякс»
  - Ередивізі (1): 2001–2002
  - Кубок Нідерландів (2): 1998–1999, 2001–2002
- АПОЕЛ
  - Чемпіонат Кіпру (1): 2006–2007
  - Кубок Кіпру (1): 2007–2008

Індивідуальні
- «Вітесс»
  - Золотий бутс УЄФА (1): 1997—1998
  - Найкращий бомбардир чемпіонату Нідерландів (1): 1997–1998 (34 м'ячі)